# 宝持寺 (幸手市)
宝持寺（ほうじじ）は、埼玉県幸手市にある曹洞宗の寺院。

## 歴史
創建年代は不明である。ただ幸手一色氏が開基となっていることから、戦国時代に創建されたものと推測される。開山は太安養康で、俗名は「一色力丸」といい、一色一族の者であった。力丸は若くして武勇の誉れ高く、初陣で多くの首級をあげた。ところが、その中に自分と同年齢の若武者がいることに気付いた。まだ若く多感な力丸は自責の念に駆られ、遂に出家した。そして一色家が宝持寺を創建した時、その初代住職として迎えられたという。
1648年（慶安元年）に、江戸幕府より寺領10石が与えられた。

## 交通アクセス
- 幸手駅より徒歩17分。